# ビラール・デ・サントス

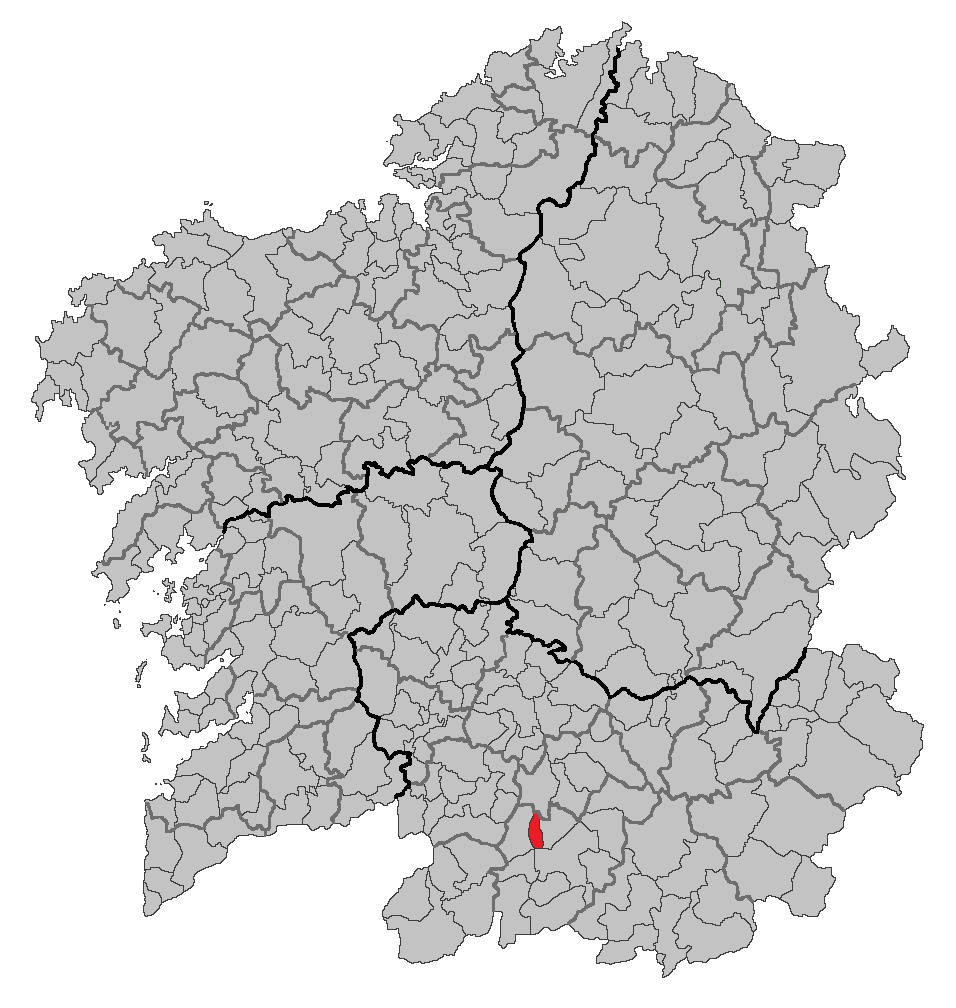
ガリシア州内の位置

ビラール・デ・サントス（ガリシア語: Vilar de Santos）はスペイン、ガリシア州、オウレンセ県の自治体で、コマルカ・ダ・リミアに属する。ガリシア統計局によると2013年の人口は923人（2010年：970人、2009年：991人、2004年：1,004人、2003年：1,001人）。住民呼称はvilasantés/-esa。カスティーリャ語表記はVillar de Santos（ビジャール・デ・サントス）。
ガリシア語話者の自治体人口に占める割合は98.66％（2001年）。

## 地理
ビラール・デ・サントスはオウレンセ県の南部に位置し、コマルカ・ダ・リミアに属する。北はアジャリス、東はサンディアス、南はシンソ・デ・リミア、西はライリス・デ・ベイガの各自治体と隣接する。自治体中心地区はビラール・デ・サントス教区のビラール・デ・サントス地区。
ビラール・デ・サントスはシンソ・デ・リミア司法管轄区に属す。

### 人口
住民は2つの教区の12の地区（集落）に居住する。
| ビラール・デ・サントスの人口推移 1900－2010             |
|                                                         |
| 出典:INE（スペイン国立統計局）1900年 - 1991年、1996年 - |

## 政治
自治体首長はガリシア民族主義ブロック（BNG）のショアン・ショセ・シャルドン・ペドラス（Xoán Xosé Xardón Pedras）、自治体評議員はガリシア民族ブロック：7のみとなっている（2011年5月22日の自治体選挙結果、得票順）。
| 1999年6月13日自治体選挙 |        |        |          |
| 政党                    | 得票数 | 得票率 | 獲得議席 |
| BNG                     | 569    | 78.48% | 7        |
| PPdeG                   | 156    | 21.52% | 2        |

| 2003年5月25日自治体選挙 |        |        |          |
| 政党                    | 得票数 | 得票率 | 獲得議席 |
| BNG                     | 573    | 75.30% | 7        |
| PPdeG                   | 168    | 22.08% | 2        |
| PSdeG-PSOE              | 17     | 2.23%  | 0        |

| 2007年5月27日自治体選挙 |        |        |          |
| 政党                    | 得票数 | 得票率 | 獲得議席 |
| BNG                     | 584    | 76.74% | 8        |
| PPdeG                   | 132    | 17.35% | 1        |
| PSdeG-PSOE              | 42     | 5.52%  | 0        |

| 2011年5月22日自治体選挙 |        |        |          |
| 政党                    | 得票数 | 得票率 | 獲得議席 |
| BNG                     | 604    | 86.41% | 7        |
| PPdeG                   | 76     | 10.87% | 0        |
| PSdeG-PSOE              | 15     | 2.15%  | 0        |

## 教区
ビラール・デ・サントスは2つの教区に分けられる。太字は自治体中心地区のある教区。
- パラーダ・デ・オウテイロ（サンタ・マリーア）
- ビラール・デ・サントス（サン・ショアン）